# 영가무도교
영가무도교(詠歌舞蹈敎)는 1830년 김일부(金一夫)가 충북 영동 상촌면에 와서 세운 종교이다. 포교를 하다가 교세가 부진하여 창교 5년 만에 해체된 일이 있고, 1960년경 송철화(宋喆和)가 정역 공부를 하며 수도하던 중 득도하여 교조 김일부의 정사(精舍) 옛터에 허공 산제당(虛空 山祭堂)을 짓고 영가무도교를 창설하여 포교를 시작했다. 이것은 우주의 원리인 5행성(五行聲)에 맞추어 노래 부르고 춤을 추며 엑스터시에 들어가게 하고 이로써 만병통치가 된다는 것이다. 교리는 음양오행(陰陽五行)의 새로운 이해를 근거로 정역의 원리와 실천으로써 도탄에 빠진 민생을 구제하고 지상천국을 이루려는 데 목적을 둔다. 5행5음성 방법으로 수도하며 정역을 강습한다. 포교는 입산수도자가 대상이며 특별한 조직적 포교는 없다.